# Ferdynand Onufry Kicki
Ferdynand Onufry Kicki herbu Gozdawa (ur. ok. 1715 lub 1721, zm. 2 lutego 1797) – polski biskup rzymskokatolicki, biskup pomocniczy lwowski w latach 1777–1778, biskup koadiutor lwowski w latach 1778–1780, arcybiskup metropolita lwowski w latach 1780–1797, ordynowany biskupem tytularnym Targi w 1778 roku, prepozyt krakowskiej kapituły katedralnej w latach 1771–1797, proboszcz lwowski w 1777 roku, kanonik kapituły katedralnej lwowskiej w 1755 roku.
Do 1747 był żołnierzem w wojsku saskim. W 1750 przyjął święcenia kapłańskie. W 1764 został mianowany kanonikiem kapituły lwowskiej. Od 1771 do 1778 pełnił funkcję proboszcza parafii katedralnej w Krakowie.
W 1777 został mianowany biskupem pomocniczym archidiecezji lwowskiej, w 1778 jej biskupem koadiutorem. Od 1780 sprawował urząd arcybiskupa metropolity. Był lojalny wobec władz austriackich (używał nazwiska Kitzki). Był członkiem komisji pełnomocnej lwowskiej, powołanej w 1790 roku dla układów z Leopoldem II Habsburgiem. Był członkiem konfederacji Sejmu Czteroletniego.